# Hrabstwo Carroll (Wirginia)

Piramida wieku hrabstwa

Hrabstwo Carroll – hrabstwo w USA, w stanie Wirginia, według spisu z 2000 roku liczba ludności wynosiła 29245. Siedzibą hrabstwa jest Hillsville.

## Geografia
Według spisu hrabstwo zajmuje powierzchnię 1234 km², z czego 1231 km² stanowią lądy, a 3 km² – wody.

### Miasta
- Hillsville

### CDP
- Cana
- Fancy Gap
- Woodlawn